# Oasi del Monte Dente
L'Oasi del Monte Dente, nome completo Oasi provinciale di Protezione della Fauna del Monte Dente è un'area faunistica gestita dal 1997 da Lipu situata all'interno del Parco naturale regionale del Beigua e compresa tra i comuni di Genova, Tiglieto e Masone.

## Fauna
L'oasi tutela il Monte Dente, un monte di grande importanza per l'avifauna migratoria e non; sono, infatti, segnalate 110 specie di uccelli, dei quali 45 nidificanti. Vanno citati il codirossone, la tottavilla, il calandro, il corvo imperiale e la pernice rossa tra i passeriformi, vi sono anche numerosi rapaci.
Tra i mammiferi sono presenti il cinghiale, la lepre e in particolar modo il capriolo.

## Flora
A rappresentanza della flora selvatica vi sono piante del genere Drosera ma anche fiori particolari come il tulipano selvatico e il giglio martagone. Sono presenti anche alberi come il faggio, il rovere e il sorbo.